# Тяньгун-2

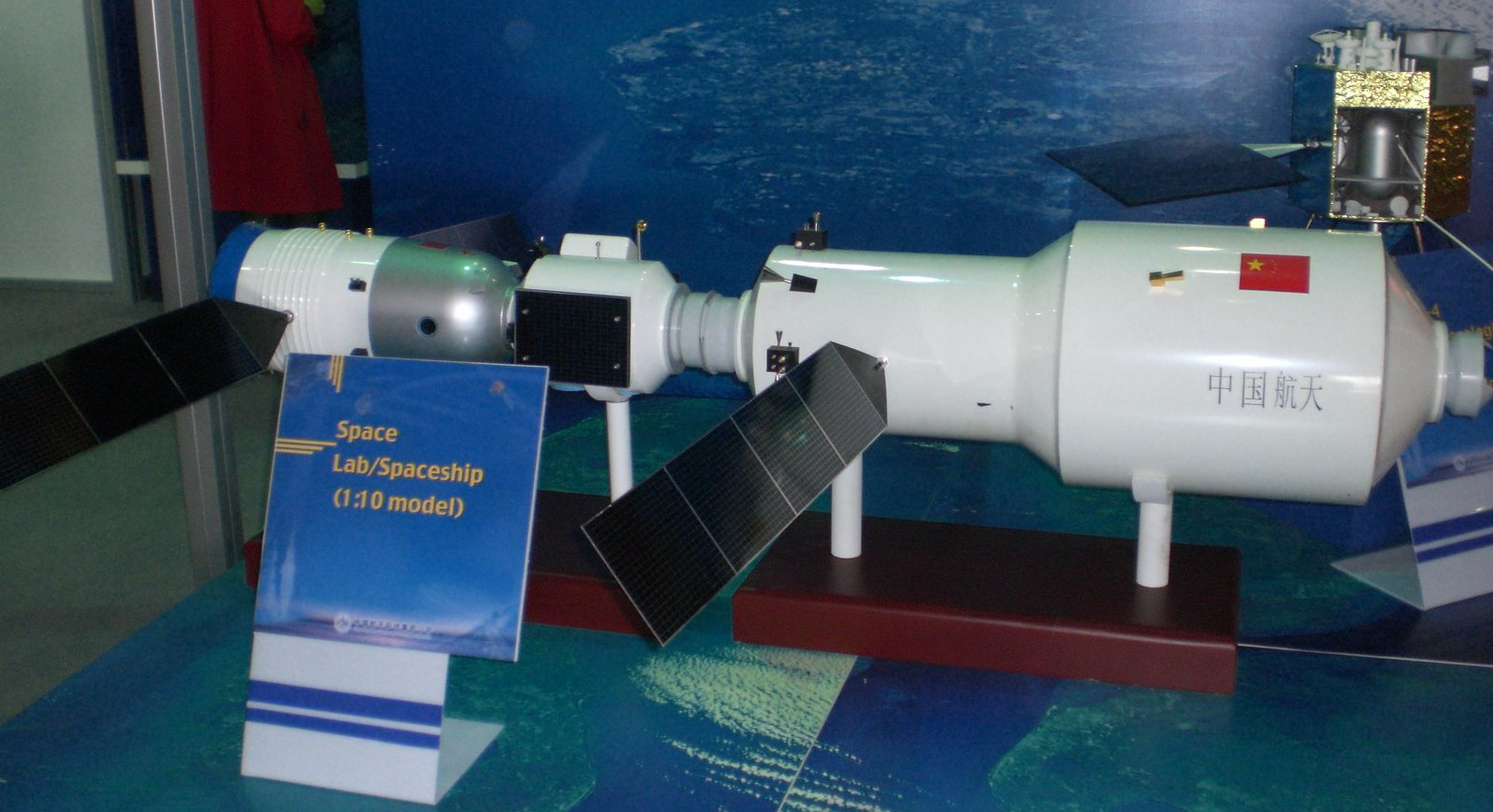
Модель-макет «Тяньгуна-2» (праворуч) з пристикованим пілотованим кораблем «Шеньчжоу» (ліворуч)

Тяньгун-2 (кит.: 天宫二号, дослівно «небесний палац» або «небесна світлиця») — друга китайська пілотована орбітальна станція Проекту 921-2, яку називають космічна лабораторія. Планований запуск у 2016 році відбувся 15 вересня 2016 р. «Тяньгун-2» — орбітальна станція, аналогічна за розмірами і функціями радянським орбітальним станціям другого покоління «Салют-6» і «Салют-7». 15 вересня 2016 р. китайські вчені запустили ракету-носій «Чанчжен-2F» («Великий похід-2F»), яка доставила на орбіту космічну лабораторію «Тяньгун-2». Основні завдання лабораторії — прийом пілотованих і вантажних космічних кораблів, тестування середньострокового перебування на орбіті астронавтів, дозаправка паливом і проведення ряду наукових і прикладних експериментів. "Тяньгун-2"має такі параметри: довжина становить 10,4 метра, діаметр — 3,35 метра, вага — 8,6 тонни.
До «Тяньгун-2» можна пристикувати одночасно до двох пілотованих або безпілотних кораблів «Шеньчжоу» або автоматичних вантажних кораблів постачання масою 13 тонн з корисним навантаженням 6 тонн, створених на базі орбітальних станцій цієї серії. Конструкція «Тяньгун-2» повинна стати базою для модулів, що будуть стикуватися з наступною китайською орбітальною станцією «Тяньгун-3».
Станція завершила свою роботу 20 липня 2019 року, коли її планово було зведено з орбіти Землі.

## Характеристики
«Тяньгун-2» за масою і габаритами істотно більша, ніж перша станція «Тяньгун-1». Крім лабораторно-побутового відсіку існуватиме перехідний відсік, до якого можна пристикувати кілька інших лабораторних модулів. Подібно до «Салют-6» і «Салют-7», «Тяньгун-2» матиме дві секції різного діаметра — службовий (приладово-агрегатний) і лабораторний відсік і спеціальний передній перехідний відсік. Крім переднього андрогінно-периферійного стикувального вузла на перехідному відсіку, «Тяньгун-2» також матиме ще задній стикувальний вузол на службовому відсіку. На секції меншого діаметра лабораторного відсіку також будуть встановлені панелі сонячних батарей.
Загальні дані:
- Маса — близько 20 тонн;
- Довжина — 14,4 метри;
- Ширина (за сонячними батареями) — 17 метрів;
- Ширина (максимальний діаметр корпусу) — 4,2 метри;
- Тривалість забезпечування експедиції з 3 тайконавтів — 20 днів.

## Експлуатація
17 жовтня 2016 року було здійснено запуск пілотованого космічного корабля «Шеньчжоу-11» із двома космонавтами на борту. 18 жовтня відбулося його стикування із орбітальною станцією «Тяньгун-2» та космонавти перейшли на борт останньої. Після місяцю роботи, 17 листопада, спускна капсула корабля «Шеньчжоу-11» з двома членами екіпажу на борту відстикувалася від орбітальної лабораторії та 18 листопада 2016 року успішно приземлилася на Землю..
20 квітня 2017 року до станцій було запущено перший безпілотний вантажний космічний корабель Тяньчжоу-1. Стикування в автоматичному режимі відбулося 22 квітня. Корабель доставив на орбіту близько 6 тон вантажу.
20 липня 2019 року станція завершила свою роботу, її планово було зведено з орбіти Землі. Більша частина апарата згоріла в атмосфері Землі, а окремі шматки впали у Тихий океан між Новою Зеландією та Чилі.